# Lotononis stipulosa
Lotononis stipulosa är en ärtväxtart som beskrevs av Baker f. Lotononis stipulosa ingår i släktet Lotononis och familjen ärtväxter. Inga underarter finns listade i Catalogue of Life.